# Asiago Hockey 2021-2022
Questa pagina contiene i dati relativi alla stagione hockeystica 2021-2022 della società di hockey su ghiaccio Asiago Hockey 1935.

## Piazzamenti
- Serie A: 1º posto (8º scudetto)
- Alps Hockey League: 1º posto (2º titolo)
- Continental Cup: terzo round
- Supercoppa italiana: 1º posto e 1º posto (4º e 5º titolo)

## Roster
| #  | Naz.                                  | Giocatore              | Data di Nascita | Luogo di Nascita | Altezza (cm) | Peso (kg) | Ruolo                   | Stecca (Presa) |
| -- | ------------------------------------- | ---------------------- | --------------- | ---------------- | ------------ | --------- | ----------------------- | -------------- |
| 35 | Italia (bandiera)                     | Gianluca Vallini       | 27/10/1993      | Bolzano          | 184          | 85        | Portiere                | Sinistra       |
| 30 | Italia (bandiera)                     | Luca Stevan            | 04/06/1997      | Asiago           | 189          | 110       | Portiere                | Sinistra       |
| 58 | Italia (bandiera)                     | Andrea Longhini        | 08/09/2000      | Asiago           | 181          | 67        | Portiere                | Sinistra       |
| 17 | Italia (bandiera)                     | Lorenzo Casetti        | 14/09/1993      | Trento           | 190          | 80        | Difensore               | Sinistra       |
| 2  | Italia (bandiera)                     | Francesco Forte        | 18/04/1999      | Asiago           | 177          | 67        | Difensore               | Sinistra       |
| 28 | Canada (bandiera) · Italia (bandiera) | Cameron Ginnetti       | 09/06/1998      | Vancouver        | 180          | 86        | Difensore               | Destra         |
| 4  | Italia (bandiera)                     | Gregorio Gios          | 29/06/1999      | Asiago           | 183          | 92        | Difensore               | Destra         |
| 23 | Italia (bandiera)                     | Stefano Marchetti      | 11/10/1986      | Trento           | 181          | 83        | Difensore               | Sinistra       |
| 15 | Italia (bandiera)                     | Enrico Miglioranzi (C) | 08/10/1991      | Padova           | 183          | 82        | Difensore               | Sinistra       |
| 44 | Italia (bandiera)                     | Gabriele Parini →      | 25/10/2002      | Asiago           | 179          | 90        | Difensore               | Sinistra       |
| 51 | Italia (bandiera)                     | Edoardo Lievore        | 21/07/1999      | Asiago           | 184          | 81        | Attaccante              | Sinistra       |
| 95 | Italia (bandiera)                     | Marco Magnabosco       | 12/08/1995      | Asiago           | 167          | 70        | Ala destra              | Destra         |
| 9  | Canada (bandiera) · Italia (bandiera) | Daniel Mantenuto       | 18/10/1997      | Thornhill        | 175          | 77        | Centro                  | Sinistra       |
| 68 | Italia (bandiera)                     | Michele Marchetti      | 27/09/1994      | Trento           | 188          | 92        | Ala sinistra            | Sinistra       |
| 12 | Italia (bandiera)                     | Simone Olivero         | 06/04/1995      | Torino           | 185          | 75        | Ala sinistra            | Sinistra       |
| 89 | Italia (bandiera)                     | Filippo Rigoni         | 27/06/2003      | Asiago           | 183          | 72        | Attaccante              | Sinistra       |
| 91 | Canada (bandiera) · Italia (bandiera) | Marco Rosa             | 15/01/1982      | Scarborough      | 180          | 83        | Centro                  | Sinistra       |
| 16 | Italia (bandiera)                     | Michele Stevan         | 11/03/1993      | Asiago           | 181          | 79        | Ala                     | Sinistra       |
| 18 | Italia (bandiera)                     | Alessandro Tessari     | 16/10/2001      | Asiago           | 180          | 72        | Attaccante              | Sinistra       |
| 14 | Italia (bandiera)                     | Matteo Tessari (A)     | 30/07/1989      | Asiago           | 184          | 82        | Centro                  | Sinistra       |
| 22 | Slovacchia (bandiera)                 | Marek Vankus           | 27/05/1999      | Dolný Kubín      | 186          | 79        | Centro                  | Sinistra       |
| 77 | Italia (bandiera)                     | Matteo Zago            | 24/02/2002      | Asiago           | ?            | ?         | Attaccante              | ?              |
| 40 | Italia (bandiera)                     | Samuele Zampieri       | 24/10/2003      | Feltre           | 182          | 69        | Attaccante              | Sinistra       |
| 10 | Canada (bandiera) · Italia (bandiera) | Stefano Giliati        | 07/10/1987      | Montréal         | 180          | 90        | Ala destra/ala sinistra | Sinistra       |
| 8  | Canada (bandiera)                     | Steven Iacobellis      | 20/08/1993      | Port Coquitlam   | 175          | 77        | Centro                  | Destra         |
| 71 | Canada (bandiera)                     | Anthony Salinitri      | 05/03/1998      | Windsor          | 180          | 82        | Centro                  | Sinistra       |
| 92 | Canada (bandiera)                     | Giordano Finoro →      | 17/05/1998      | Guelph           | 183          | 95        | Centro                  | Destra         |

- Capo allenatore:  Petri Mattila (contratto rescisso per motivi famigliari) → dal 28/12/2021  Tom Barrasso
- Giordano Finoro → acquistato il 02/01/2022 e subito girato in prestito al farm team Pergine in serie B
- Gabriele Parini → dal 05/01/2022 girato in prestito all'HC Bolzano in ICE Hockey League